# 史酷比 (角色)
史酷比（英語：Scoobert "Scooby" Doo），同名漫畫裡的主人翁，是由漢納巴伯拉動畫於1969年創作的虛構角色。牠是一條大丹犬，亦是偵探沙吉·羅傑斯的寵物，牠們一人一犬的性格頗為相似。其口頭禪為「Scooby-Dooby-Doo!」。